# Пашель
Пашель (нім. Paschel) — громада в Німеччині, розташована в землі Рейнланд-Пфальц. Входить до складу району Трір-Саарбург. Складова частина об'єднання громад Кель-ам-Зе.
Площа — 4,30 км2. Населення становить 237 ос. (станом на 31 грудня 2020).

## Галерея

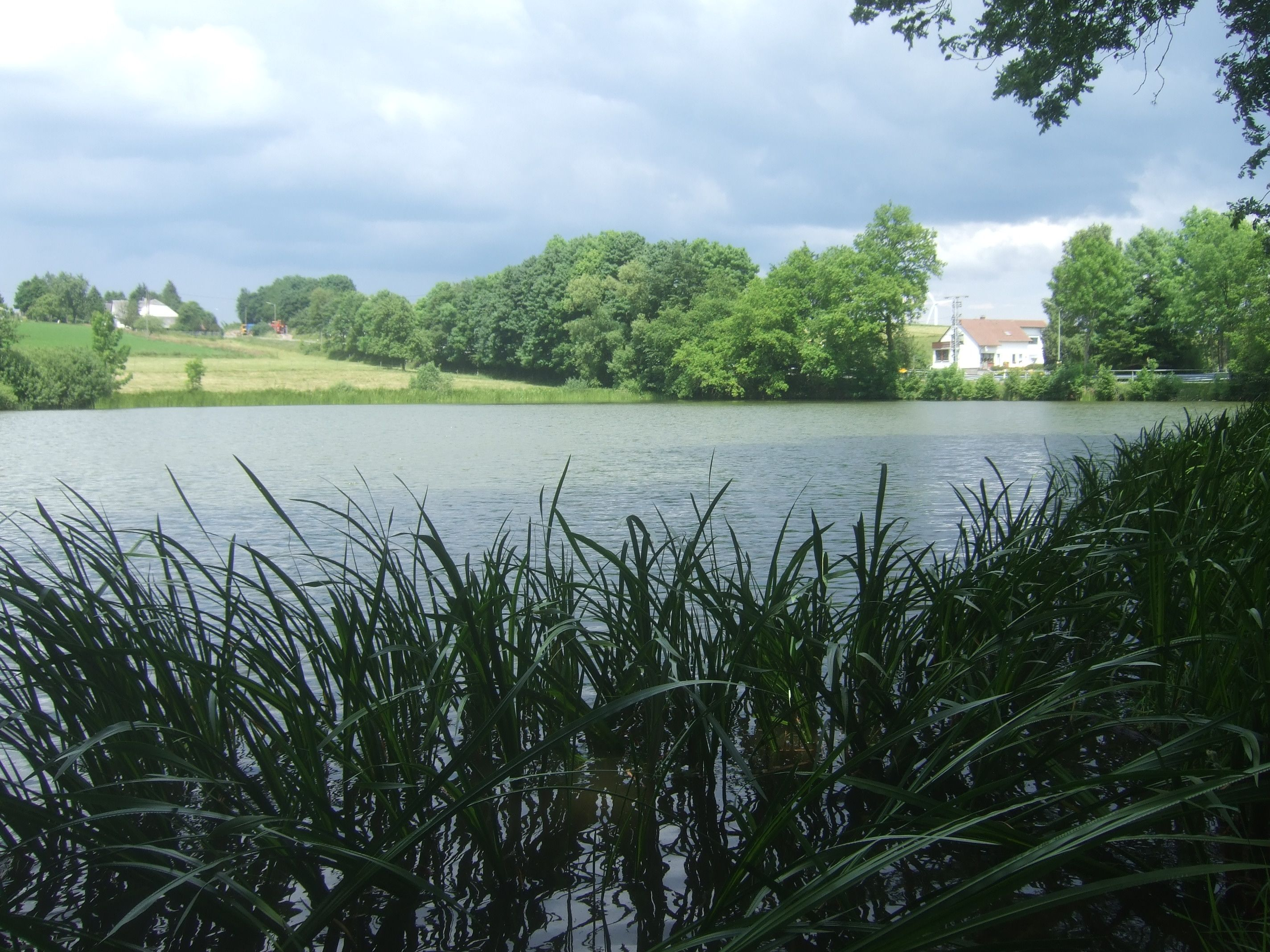